# Circonscription électorale de Tokushima
La circonscription électorale de Tokushima (徳島県選挙区, Tokushima-ken senkyo-ku) est une ancienne subdivision électorale de la Chambre des conseillers du Japon, représentant la préfecture de Tokushima. Deux conseillers y étaient élus au scrutin uninominal majoritaire à un tour.
En 2015, elle est fusionnée avec la circonscription électorale de Kōchi pour former la circonscription électorale de Tokushima-Kōchi.

## Conseillers
| Série 1 (1947 : 1er, mandat de 6 ans) | Série 1 (1947 : 1er, mandat de 6 ans) | Élection                    | Série 2 (1947 : 2e, mandat de 3 ans) | Série 2 (1947 : 2e, mandat de 3 ans) |
| ------------------------------------- | ------------------------------------- | --------------------------- | ------------------------------------ | ------------------------------------ |
|                                       | Yojin Akazawa (ja) (Ind.)             | 1947                        |                                      | Makio Kishino (ja) (Ind.)            |
| ,1947                                 | Yojin Akazawa (ja) (Ind.)             |                             | Mitsu Kōro (ja) (PD)                 |                                      |
| 1950                                  | Yojin Akazawa (ja) (Ind.)             |                             | Mitsu Kōro (PDP)                     |                                      |
|                                       | Yokichirō Miki (ja) (Ind.)            | 1953                        | Mitsu Kōro (PDP)                     |                                      |
| 1956                                  | Yokichirō Miki (ja) (Ind.)            |                             | Mitsu Kōro (PLD)                     |                                      |
|                                       | Yokichirō Miki (PLD)                  | 1959                        | Mitsu Kōro (PLD)                     |                                      |
| 1962                                  | Yokichirō Miki (PLD)                  |                             | Mitsu Kōro (PLD)                     |                                      |
| 1965                                  | Yokichirō Miki (PLD)                  |                             | Mitsu Kōro (PLD)                     |                                      |
| 1968                                  | Yokichirō Miki (PLD)                  | Kentarō Kujime (ja) (PLD)   |                                      |                                      |
|                                       | Kōshō Ogasa (ja) (Ind.)               | Kentarō Kujime (ja) (PLD)   | 1971                                 |                                      |
| 1974                                  | Kōshō Ogasa (ja) (Ind.)               |                             | Kentarō Kujime (ja) (Ind.)           |                                      |
|                                       | Tomoyoshi Kamenaga (ja) (PLD)         | 1977                        | Kentarō Kujime (ja) (Ind.)           |                                      |
| 1980                                  | Tomoyoshi Kamenaga (ja) (PLD)         |                             | Ken Naitō (ja) (PLD)                 |                                      |
| 1983                                  | Tomoyoshi Kamenaga (ja) (PLD)         |                             | Ken Naitō (ja) (PLD)                 |                                      |
| 1986                                  | Tomoyoshi Kamenaga (ja) (PLD)         | Kōji Matsuura (ja) (PLD)    |                                      |                                      |
|                                       | Harumi Inui (ja) (Rengō)              | Kōji Matsuura (ja) (PLD)    | 1989                                 |                                      |
| 1992                                  | Harumi Inui (ja) (Rengō)              | Kōji Matsuura (ja) (PLD)    |                                      |                                      |
|                                       | Shūji Kitaoka (ja) (PLD)              | Kōji Matsuura (ja) (PLD)    | 1995                                 |                                      |
| 1998                                  | Shūji Kitaoka (ja) (PLD)              |                             | Kiseko Takahashi (ja) (Ind.)         |                                      |
| 2001                                  | Shūji Kitaoka (ja) (PLD)              |                             | Kiseko Takahashi (ja) (Ind.)         |                                      |
| 2004                                  | Shūji Kitaoka (ja) (PLD)              |                             | Masakatsu Koike (ja) (PLD)           |                                      |
|                                       | Tomoji Nakatani (ja) (PDJ)            | 2007                        | Masakatsu Koike (ja) (PLD)           |                                      |
| 2010                                  | Tomoji Nakatani (ja) (PDJ)            | Yūsuke Nakanishi (ja) (PLD) |                                      |                                      |
|                                       | Tōru Miki (ja) (PLD)                  | Yūsuke Nakanishi (ja) (PLD) | 2013                                 |                                      |